# Régnard Peaks
Régnard Peaks är en bergstopp i Antarktis. Den ligger i Västantarktis. Argentina, Chile och Storbritannien gör anspråk på området. Toppen på Régnard Peaks är 1 220 meter över havet.
Terrängen runt Régnard Peaks är huvudsakligen kuperad, men åt nordost är den platt. Trakten är glest befolkad. Närmaste befolkade plats är Vernadsky Station, 19,5 kilometer väster om Régnard Peaks.